# Жълт крабов паяк
Жълтият крабов паяк (Thomisus onustus) е вид паякообразно от семейство крабови паяци (Thomisidae).
Известен е един подвид – T. o. Meridionalis Strand, 1907.

## Разпространение
Видът е разпространен от Португалия на запад до Япония на изток и от Швеция на север до Южна Африка, а в Азия от Сибир до Ява.

## Галерия
- Жълт крабов паяк от Странджа с плячка
- мъжки
- женски
- хванал пчела
- хванал муха